# Saint-Vrain, Essonne
Saint-Vrain är en kommun i departementet Essonne i regionen Île-de-France i norra Frankrike. Kommunen ligger i kantonen Brétigny-sur-Orge som tillhör arrondissementet Palaiseau. År 2022 hade Saint-Vrain 3 046 invånare.

## Befolkningsutveckling
Antalet invånare i kommunen Saint-Vrain
| Referens: INSEE |